# Reginald Wolfe
Reginald (of Reyner) Wolfe (overleden in 1573) was een oorspronkelijk uit Nederland afkomstige Engelse drukker.  Hij werd geboren in Druten en vestigde zich tegen 1530 in Londen als boekhandelaar in St Paul's Churchyard. Hij was een van de eerste leden van de in 1557 koninklijk goedgekeurde Royal Stationer's Company, een instituut dat het monopolie had in het uitgeverijbedrijf en (tot 1709) ook ging over de auteursrechten (zie Stationers' Register).
Wolfe begon zijn activiteiten als drukker in 1542. Edward VI benoemde hem tot Koninklijk Drukker in het Latijn, Grieks en Hebreeuws en schonk hem een jaargeld van 26 shilling en 8 pence. Hoewel Wolfe een overtuigd protestant was, stelde  
Maria I hem aan als lid van de Stationers' Company.  Tijdens de regering van Elizabeth I diende hij als 'Master of the Company' in 1559, 1564, 1567 and 1572.
Wolfe gaf werk uit van Thomas Cranmer, de aartsbisschop van Canterbury, de antiquair John Leland, de uit Wales afkomstige wis- en natuurkundige Robert Recorde en van Matthew Parker, eveneens aartsbisschop van Canterbury. In 1548 zette hij een ambitieus project op touw dat ten doel had een geschiedenis te schrijven 'over elke bekende natie'.
Hij schakelde Raphael Holinshed en de geestelijke en historicus William Harrison in om hem bij te staan. Het grote werk werd echter nooit voltooid. Veel van het materiaal werd echter in 1577, vier jaar na het overlijden van Wolfe, uitgegeven als The Chronicles of England, Scotland and Irelande.